# Науковий журнал

Обкладинка наукового журналу Ядерна фізика та енергетика, що видається Інститутом ядерних досліджень НАН України

Науко́вий журна́л, академі́чний журна́л або рецензо́ваний науко́вий журна́л — періодичне видання (журнал), у якому публікуються наукові праці, що підлягають рецензії. Зазвичай наукові журнали спеціалізуються на певній галузі академічної науки.

## Загальний опис
Наукові журнали правлять за основне джерело наукових знань, публікуючи ретельно перевірені дослідження з різних дисциплін. Ці публікації виступають як канали й форуми для поширення оригінальних висновків, оглядів і критичного аналізу в науковому співтоваристві. Вони охоплюють широкий спектр форматів, від рецензованих статей до редакційних статей, сприяючи обміну новаторськими відкриттями й формуючи колективне розуміння різних галузей дослідження. Рецензовані наукові статті, що надсилаються в наукові журнали, перед публікацією рецензують незалежні фахівці, які зазвичай не входять у склад редакції журналу, а ведуть дослідження в галузях, близьких до тематики статті.
Наукові журнали є однією з головних складових наукової літератури. Рецензування матеріалів виконується для того, щоб захистити читачів від можливих грубих помилок або фальсифікацій, а також щоб гарантувати, що опубліковані роботи виконані на підставі наукового методу. Друку в науковому журналі може передувати друк препринту. У багатьох країнах наукові журнали проходять атестацію в урядових або громадських організаціях, які засвідчують науковість видання і дотримання правил рецензування. В Україні таким органом є Вища атестаційна комісія при МОН України. Щоб знайти український науковий журнал з потрібної тематики чи перевірити його категорію, потрібно скористатися актуальним переліком фахових видань. Міжнародні наукові журнали індексуються наукометричних базах Scopus та/або Web of Science (WoS), а легкий пошук по журналах за категоріями чи країнами можливо здійснити на вебсайті рейтингу журналів SCImago Journal & Country Rank.
Наукові журнали публікуються як у паперовому вигляді, так і у форматі інтернет-журналу. Частина журналів виходить виключно в електронному форматі й доступна тільки в мережі Інтернет. З погляду доступу, наукові журнали можна класифікувати як такі з відкритим доступом, з доступом на основі передплати (підписки) і змішані. Журнали відкритого доступу відразу після публікації надають свій вміст у вільний доступ усім читачам в інтернеті. Такий підхід може сприяти ширшому поширенню наукових знань, але може вимагати від авторів плати за публікацію. Журнали на основі передплати, з другого боку, вимагають від читачів або їхніх установ платити за доступ до їхнього вмісту.

## Історія
Першим науковим журналом уважається Журналь де Саван, заснований 1665 року. Philosophical Transactions of the Royal Society (Лондонське королівське товариство) був заснований двома місяцями пізніше у 1665 році, а німецький Acta Eruditorum, почав публікуватися у Лейпцизі в 1682 році.
Першим українським науковим журналом уважається Літературно-науковий вістник, який почало публікувати Наукове товариство імені Шевченка 1868 року.
2018 року Джонсон та ін. підрахували, що кількість наукових журналів зростала на 5–6 % на рік протягом останнього десятиліття і що існувало 33 100 рецензованих англомовних журналів, які щороку публікували приблизно 3 мільйони статей.

## Види наукових журналів
Розрізніють такі, серед інших, види наукових журналів і часто вони змішані:
- Первинні дослідницькі журнали є найпоширенішим типом наукових журналів. Вони зосереджені на публікації оригінальних експериментальних досліджень, насамперед у формі наукових статей. Це детальні дослідження, які повідомляють про оригінальні дослідження, проведені авторами. Зазвичай вони мають певний формат: вступ, матеріали та методи, результати, обговорення та висновок.[10] Приклади: Nature, Science, PNAS, Cell, The Lancet, Nature Communications та тисячі інших.
- Оглядові журнали переважно публікують оглядові статті. Ці статті не повідомляють про нові чи оригінальні експериментальні роботи. Замість цього вони підсумовують і консолідують результати багатьох різних досліджень на певну тему, надаючи вичерпний огляд цієї теми. Цей огляд може бути корисним для розуміння поточного стану досліджень у галузі. Оглядові статті можуть бути або описовими оглядами, або систематичними оглядами, причому останні дотримуються більш суворої та структурованої методології.[11] Приклади: Annual Review of Biochemistry, Nature Reviews Genetics, Nature Reviews Neuroscience, Nature Reviews Molecular Cell Biology, Trends in Biochemical Sciences, Review of Economic Dynamics, Review of International Political Economy, Reviews of Modern Physics, Chemical Reviews тощо.
- Професійні журнали, які  публікуються професійними організаціями, більше зосереджуються на практиці професії, а не тільки на академічних дослідженнях. Вони часто містять практичну інформацію, тематичні дослідження, новини та думки, які можуть бути корисними для практиків у цій галузі. Приклади: Лікарська справа, Нафтова і газова промисловість, Журналістика тощо.

## Українські журнали
Наказом МОН від 15.01.2018 № 32 був затверджений Порядок формування переліку наукових фахових видань. Існує три масштабні категорії:
- А – найпрестижніші й авторитетні журнали. Вони входять до переліку рецензованих джерел WoS і Scopus.
- Б – журнали, які включені до профільних міжнародних наукометричних баз і підпадають під усі критерії, передбачені Порядком формування переліку наукових фахових видань.
- В – журнали, які були включені до переліку видань на момент затвердження Порядку, а також усі журнали, виключені з категорії Б чи А на два роки. Якщо протягом двох років видання не отримали вищевказані категорії, тобто не вийшли з групи В, вони виключаються зі списку й більше не вважаються фаховими.

173 українських наукових журналів (на 07.12.2023) індексуються в міжнародних наукометричних базах Scopus та/або Web of Science (WoS). Деякі з українських наукових журналів наведені нижче:

### Природничі науки

#### Астрономія
- Кінематика і фізика небесних тіл
- Космічна наука і технологія
- Радіофізика і радіоастрономія
- Здобутки астрономії та фізики космосу

#### Біологія
- Фізіологічний журнал
- Цитологія і генетика
- Біополімери і клітина

#### Математика
- Український математичний журнал
- Журнал математичної фізики, аналізу, геометрії

#### Фізика
- Журнал фізичних досліджень
- Український фізичний журнал
- Фізика низьких температур

#### Хімія
- Український біохімічний журнал
- Український хімічний журнал

### Соціальні науки

#### Антропологічні та соціальні
- Український історичний журнал
- Українське мовознавство (журнал)
- Kyiv-Mohyla Humanities Journal
- Новітня освіта (науковий журнал)
- Медична освіта (журнал)
- Журналістика (журнал)
- Український гуманітарний огляд

#### Географічні
- Геотехнології (журнал)
- Гірничі журнали України
- Гідрологія, гідрохімія і гідроекологія
- Український антарктичний журнал
- Археологія (видання)
- Екологія та ноосферологія

#### Економічні
- Український журнал прикладної економіки
- Економіка України (журнал)
- Економіка промисловості (журнал)
- Фінанси України (журнал)
- Економіка розвитку (журнал)
- Економіка і прогнозування
- Журнал європейської економіки

#### Політичні
- Політичний менеджмент (журнал)

#### Психологічні
- Psycholinguistics. Психолінгвістика.
- Соціальна психологія

### Прикладні науки

#### Інженерія, виробництво, промисловість
- Порошкова металургія
- Автомобільні дороги і дорожнє будівництво
- Нафтова і газова промисловість (журнал)

#### Медицина
- Лікарська справа
- Український медичний часопис
- Фізіологічний журнал
- Нейрофізіологія
- Цитологія і генетика
- Шпитальна хірургія
- Фармацевтичний журнал
- Ukrainian Neurosurgical Journal

#### Сільське господарство
- Агрохімія і ґрунтознавство
- Agricultural and Resource Economics

#### Харчова промисловість
- Ukrainian Food Journal

### Міждисциплінарні науки
- Наука та наукознавство

## Світові видавництва
Деякі з найвідоміших серед тисяч видавництв наукових журналів. Всього в світі налічується понад 33000 наукових журналів.

Логотип Elsevier

1. Логотип ElsevierElsevier — голландська академічна видавнича компанія, що спеціалізується на науковому, технічному та медичному контенті. Elsevier – це провідна видавнича компанія з багатою історією, що сягає корінням у 19 століття, широко відома своїм великим набором наукових журналів. Серед її відомих дочірніх компаній – Cell Press, що спеціалізується на видатних дослідницьких публікаціях у галузі наук про життя, онлайнова база даних цитування Scopus, колекція електронних журналів ScienceDirect та багато інших компаній та сервісів.
  - Cell Press
    - Cell
    - Cell Host & Microbe
    - Cell Metabolism
    - Cell Reports
    - Cell Stem Cell
    - Current Biology
    - Joule
    - Molecular Cell
    - Neuron
    - Серія журналів Trends:
      - Trends in Biochemical Sciences
      - Trends in Cognitive Sciences

    - Серія журналів Current Opinion

  - Різноманітні академічні та оглядові журнали:
    - The Lancet
    - Journal of Cleaner Production
    - Journal of the American College of Cardiology
    - Journal of Biological Chemistry
    - Biomaterials
    - Renewable and Sustainable Energy Reviews та багато інших.

Логотип Springer Nature

2. Логотип Springer NatureSpringer Nature — німецько-британська академічна видавнича компанія, створена в результаті злиття Springer Science+Business Media та Nature Publishing Group Holtzbrinck Publishing Group, Palgrave Macmillan і Macmillan Education у травні 2015 року.[13] Компанія походить від ряду журналів і видавництв, зокрема Springer-Verlag, яке було засновано в 1842 році Юліусом Шпрінгером у Берліні[14] (дідом Бернхарда Шпрінгера, який заснував Springer Publishing у 1950 році в Нью-Йорку)[15], Nature Publishing Group, яка видає Nature з 1869 року[16], і Macmillan Education, яка бере початок від Macmillan Publishers, заснованої в 1843 році[17]. До групи Springer Nature належать такі основні бренди, як Nature, Springer.com, BioMed Central, Scientific American та інші.[18]

Логотип журналу Nature — найавторитетнішого наукового журнала в світі, видавництва Nature Portfolio (від Springer Nature)

  - Логотип журналу Nature — найавторитетнішого наукового журнала в світі, видавництва Nature Portfolio (від Springer Nature)Nature (та інші журнали цього бренду, видавництва Nature Portfolio)
    - Nature Astronomy
    - Nature Biomedical Engineering
    - Nature Biotechnology
    - Nature Chemistry
    - Nature Electronics
    - Nature Energy
    - Nature Genetics
    - Nature Machine Intelligence
    - Nature Materials
    - Nature Medicine
    - Nature Mental Health
    - Nature Methods
    - Nature Nanotechnology
    - Nature Neuroscience
    - Nature Physics
    - Nature Communications (міждисциплінарний, відкритий доступ)
      - та дочірні міждисциплінарні журнали з відкритим доступом: Communications Biology, Communications Chemistry, Commuications Engineering, Communications Earth & Environment, Communications Materials, Communications Medicine, Communications Psychology, Communications Physics

    - Серія оглядових журналів Nature Reviews:
      - Nature Reviews Bioengineering
      - Nature Reviews Chemistry
      - Nature Reviews Drug Discovery
      - Nature Reviews Genetics
      - Nature Reviews Materials
      - Nature Reviews Molecular Cell Biology
      - Nature Reviews Neuroscience
      - Nature Reviews Physics
      - та інші

    - Серія журналів npj (Nature Portfolio Journals): npj 2D Materials and Applications, npj Genomic Medicine, npj Regenerative Medicine, npj Science of Food,  npj Science of Learning, npj Quantum Information та ін.

  - Академічні журнали
    - Cell Research
    - European Journal of Clinical Nutrition
    - Eye
    - Experimental & Molecular Medicine
    - Light: Science & Applications
    - Neuropsychopharmacology
    - Molecular Psychiatry
    - Humanities and Social Sciences Communications
    - The Pharmacogenomics Journal
    - Translational Psychiatry та інші

  - Науково-популярні журнали Scientific Reports, Scientific American
  - BioMed Central
    - BMC Biology
    - BMC Medicine

Логотип John Wiley & Sons, Inc. (з 2013 р.)

3. Логотип John Wiley & Sons, Inc. (з 2013 р.)John Wiley & Sons (включно з Wiley-VCH) — міжнародна публічна компанія, яка спеціалізується в галузі академічних видань для професіоналів, студентів і викладачів вищої школи, дослідників. Компанія John Wiley & Sons видає книги, журнали, енциклопедії в друкованому та електронному вигляді, надає доступ до публікацій і послуг в інтернеті. Підприємство утворено в 1807 році. У 1996 році компанія придбала Verlag Chemie (VCH), який тепер називається Wiley-VCH. У 2007 компанія придбала Blackwell Publishing, що була утворена в результаті злиття в 2001 році двох оксфордських видавничих компаній: Blackwell Science (заснована в 1939 році як Blackwell Scientific Publishing) і Blackwell Publishers (заснована в 1922 році як Basil Blackwell & Mott, з 1926 Blackwell Publishers), які беруть свої витоки у родинній книгарні та видавництві Blackwell's XIX століття; і перейменувала її в Wiley-Blackwell.[19]
  - Wiley-Blackwell
    - Advanced Materials
    - Advanced Energy Materials
    - Advanced Functional Materials
    - Advanced Intelligent Systems
    - Angewandte Chemie International Edition
    - British Journal of Educational Technology
    - Journal of Engineering Education
    - Journal of the American Heart Association
    - Global Challenges
    - Human Brain Mapping

  - Journal of Research in Science Teaching
4. American Chemical Society (ACS)
  - Journal of the American Chemical Society
  - Journal of Chemical Education
  - Chemical Reviews
  - ACS Nano
  - Biochemistry
  - ACS Applied Materials & Interfaces
5. Institute of Electrical and Electronics Engineers (IEEE)
  - IEEE Transactions on Pattern Analysis and Machine Intelligence
  - IEEE Transactions on Industrial Electronics
  - IEEE Transactions on Power Electronics
  - IEEE Transactions on Communications
  - IEEE Access
  - IEEE Spectrum
6. American Association for the Advancement of Science (AAAS)
  - Science
  - Science Advances
  - Science Robotics
  - Science Translational Medicine
  - Science Signaling

Сучасний логотип Oxford University Press

7. Сучасний логотип Oxford University PressOxford University Press (OUP) — видавництво, що є складовою частиною Оксфордського університету, Англія. Це найбільше університетське видавництво у світі за фінансовим оборотом[20]. Oxford University Press друкує книги з 1586 року — це друга найстаріша університетська преса після Cambridge University Press.[21][22][23] OUP має філії в багатьох країнах світу. Зараз вся видавницька продукція виходить під двома брендами: власне Oxford University Press, для більшості видань, та Clarendon Press, для «престижних» наукових робіт. Філії розповсюджують свою продукцію як локально, так і через штаб-квартиру видавництва в Оксфорді.
  - Brain
  - Bioinformatics
  - European Heart Journal
  - Health Education Research
  - Mind
  - Nucleic Acids Research
  - The Journal of Nutrition
  - Human Reproduction
8. Cambridge University Press
  - British Journal of Nutrition
  - Epidemiology & Infection
  - Journal of Fluid Mechanics
  - Journal of Materials Research
  - MRS Bulletin
9. Royal Society of Chemistry (RSC)
  - Analyst
  - Chemical Science
  - Energy & Environmental Science
  - Green Chemistry
  - Nanoscale
  - Physical Chemistry Chemical Physics (PCCP)
10. Public Library of Science (PLOS)
  - PLOS ONE
  - PLOS Biology
  - PLOS Computational Biology
  - PLOS Genetics
  - PLOS Medicine
11. American Institute of Physics (AIP)
  - Applied Physics Letters
  - Journal of Applied Physics
  - Journal of Chemical Physics
  - Physics of Fluids
  - Journal of Renewable and Sustainable Energy
12. American Physical Society (APS)
  - Physical Review Letters
  - Physical Review X
  - Physical Review A-E
  - Reviews of Modern Physics
  - Physics
13. Taylor & Francis (включно з дочірнім видавництвом Routledge)
  - Philosophical Magazine
  - Journal of Natural History
  - Journal of Biological Education
  - Journal of Moral Education
  - Journal of Experimental & Theoretical Artificial Intelligence
  - Journal of Environmental Science and Health
  - Food and Chemical Toxicology
  - Journal of Modern Optics
  - Nanoscience and Nanotechnology Letters
14. SAGE Publishing[en]
  - Autism
  - The Journal of Defense Modeling and Simulation
  - Journal of Dental Research
  - The International Journal of Robotics Research
  - Journal of Histochemistry & Cytochemistry
15. IOP Publishing (Institute of Physics)
  - Physics Education
  - Journal of Physics: Condensed Matter
  - New Journal of Physics
  - Journal of Optics
  - 2D Materials
  - Environmental Research Letters
16. Frontiers Media[en]
  - Frontiers in Neuroscience
  - Frontiers in Immunology
  - Frontiers in Plant Science
  - Frontiers in Microbiology
  - Frontiers in Psychology
  - Frontiers in Ecology and the Environment
17. Annual Reviews
  - Annual Review of Biochemistry
  - Annual Review of Earth and Planetary Sciences
  - Annual Review of Analytical Chemistry
  - Annual Review of Neuroscience
  - Annual Review of Psychology
  - Annual Review of Ecology, Evolution, and Systematics
18. RSC Advances (Royal Society of Chemistry)
  - RSC Advances
  - Journal of Materials Chemistry A, B, and C
  - Chemical Communications
  - Catalysis Science & Technology
  - Organic & Biomolecular Chemistry
19. MDPI (Multidisciplinary Digital Publishing Institute)
  - International Journal of Molecular Sciences
  - Molecules
  - Catalysts
  - International Journal of Environmental Research and Public Health
  - Polymers
  - Sensors
  - Applied Sciences
20. Copernicus Publications[en]
  - Atmospheric Chemistry and Physics
  - Biogeosciences
  - Climate of the Past
  - Earth System Dynamics
  - Geoscientific Model Development